# Maison de Broglie
Pour les articles homonymes, voir Broglie.
La maison de Broglie (prononcé /bʁɔj/, broÿ en une syllabe,, comme « Breuil ») est une famille noble française d’origine piémontaise (les Broglia di Chieri) installée en France depuis le XVIIe siècle. Elle est élevée en France en 1742 au rang ducal, avec le titre de « duc de Broglie », et dans le Saint-Empire en 1757 à la dignité princière, avec le titre de « prince du Saint-Empire ».  
Elle compte parmi ses membres, trois maréchaux de France, deux présidents du Conseil au XIXe siècle, cinq académiciens, un prix Nobel de physique au XXe siècle et d'autres personnalités distinguées du monde de la politique, de la diplomatie et de la culture.

## Généalogie de la maison de Broglie
Issus de la branche principale :
- François Marie de Broglie (1er novembre 1611 – 2 juillet 1656), comte de Revel, naturalisé français en 1643, achète la principauté de Senonches et Brezolles à Charles II de Mantoue et devient marquis de Senonches. Il épouse en 1645 Catherine-Olympe de Fauria, fille de Jean-François de Vassals, comte de Fauria. François Marie de Broglie est tué à la tête de son régiment, le 2 juillet 1656, durant le siège de Valenza et est enterré à Chieri. Sa veuve essaie de faire face, mais en 1667, les terres de Senonches et Brezolles sont saisies et adjugées par arrêté royal à Henri Jules de Bourbon, duc d'Enghien, fils du Grand Condé. Catherine-Olympe di Broglia meurt en 1709[3]. Francesco-Maria et Catherine-Olympe di Broglia ont eu sept enfants dont :
  - Victor-Maurice de Broglie, comte de Broglie (1647-1727), fils du précédent, maréchal de France en 1724.
    - Charles-Maurice de Broglie (1682-1766), abbé du Mont-Saint-Michel et des Vaux de Cernay.
    - François-Marie de Broglie, 1er duc de Broglie (1671-1745), fils du précédent, maréchal de France en 1734. Louis XV lui confère le titre de duc par lettres patentes de juin 1742, enregistrées au Parlement de Paris le 20 août 1742, « pour lui et pour l'aîné de ses mâles nés et à naître de lui en légitime mariage » et « ses descendants mâles en ligne directe nés et à naître en légitime mariage, selon l'ordre de primogéniture »[4].
      - Charles-François de Broglie, comte de Broglie (1719-1781), fils cadet du 1er duc de Broglie, ambassadeur en Pologne (1752) et chef du « cabinet secret » de Louis XV.
      - Charles de Broglie (1733-1777), dernier fils du 1er duc de Broglie, abbé de La Chalade, puis évêque de Noyon et pair de France.
      - Victor-François de Broglie, 2e duc de Broglie (1718-1804), fils aîné du 1er duc de Broglie, maréchal de France en 1759 et maréchal général des camps et armées du roi en 1789. Bien que les lettres patentes aient été signées par le roi, Broglie émigra le jour même. Il n'a donc jamais exercé les fonctions de maréchal général et a été rayé de la liste des maréchaux de France en 1792[5]. L’empereur François Ier le fait prince du Saint-Empire en 1757, titre qui est porté dans sa descendance, par les filles comme par les fils.
        - Victor de Broglie (1756-1794), fils aîné du 2e duc de Broglie, héritier du titre ducal mais décédé avant son père. Il est député aux États généraux et fut guillotiné en 1794.
          - Victor de Broglie, 3e duc de Broglie (1785-1870), fils aîné du prince Victor de Broglie et petit-fils du 2e duc de Broglie, président du Conseil sous la monarchie de juillet (1835-1836), ambassadeur de France auprès du Royaume-Uni (1847-1848), membre de l'Académie française (1855).
            - Louise de Broglie (1818-1882), fille du 3e duc de Broglie, comtesse Joseph Othenin d'Haussonville, elle fut le modèle d'un des plus célèbres portraits de Dominique Ingres.
            - Paul de Broglie (1834-1895), fils cadet du 3e duc de Broglie, abbé et théologien.
            - Albert de Broglie, 4e duc de Broglie (1821-1901), fils aîné du 3e duc de Broglie, historien, membre de l'Académie française (1862), homme politique de la IIIe République : député de l'Eure (1871-1876), ambassadeur de France auprès du Royaume-Uni (1872-1873), vice-président du Conseil des ministres et ministre des Affaires étrangères puis de l'Intérieur (1873-1874), sénateur de l'Eure (1876-1885), président du Conseil et ministre de la Justice (mai-novembre 1877). Il est le gendre de Mme de Staël.
              - Victor de Broglie, 5e duc de Broglie (1846-1906), fils aîné du 4e duc de Broglie, député de la Mayenne.
                - Maurice de Broglie, 6e duc de Broglie (1875-1960), fils aîné du 5e duc de Broglie, physicien, membre de l’Académie des sciences (1924) et de l’Académie française (1934).
                - Pauline de Broglie (1888-1972), fille du 5e duc de Broglie, comtesse Jean de Pange, écrivain français, laissa avec son mari une œuvre historique.
                - Louis de Broglie, 7e duc de Broglie (1892-1987), fils du 5e duc de Broglie et frère du 6e duc, physicien, prix Nobel de physique (1929), secrétaire permanent de l’Académie des sciences (1942) et membre de l’Académie française (1944).

              - Amédée de Broglie (1849-1917), fils du 4e duc de Broglie, épouse Marie Say, petite-fille et héritière du richissime industriel du sucre Louis Say.
                - Eugène de Broglie (1876-1922), épouse Marguerite d'Harcourt
                  - Éric de Broglie (1904-1956), épouse la princesse Marie-Georgette Soutzo, puis épouse Madeleine d'Avenel
                  - Emmanuelle de Broglie (1908-1970), épouse Geoffroy de La Tour d'Auvergne-Lauraguais, 4e prince de La Tour d'Auvergne-Lauraguais

                - Jean Victor de Broglie (1878-1974), épouse Marguerite Berthier de Wagram
                  - Diane de Broglie (1907-1987), épouse Napoléon Lannes, 6e duc de Montebello

              - François de Broglie (1851-1939)
                - Jean Amédée de Broglie (1886-1918), épouse Marguerite Decazes de Glücksbierg
                - Eugène de Broglie (1891-1957), épouse Béatrix de Faucigny-Lucinge
                  - Jean de Broglie (1921-1976), arrière-petit-fils du 4e duc de Broglie, homme politique français mort assassiné.
                    - Victor-François de Broglie (1949-2012), 8e duc de Broglie. Il succède à son cousin Louis de Broglie, 7e duc de Broglie, en 1987. Il fut maire de Broglie ;
                      - Nicolas de Broglie (fils naturel[6], né à Paris le 28 avril 1987)[7]

                    - Philippe de Broglie (né à Paris, le 28 septembre 1960), 9e duc de Broglie. Il succède à son frère aîné ;
                    - Louis Albert de Broglie (né le 15 mars 1963)
                      - Théodore de Broglie (fils naturel, né en 2019)

                  - Guy de Broglie (1924-2001), arrière-petit-fils du 4e duc de Broglie, épouse Jeanne-Marie de Maillé de La Tour-Landry (née en 1929)
                    - Antoine de Broglie (né le 7 mars 1951), arrière-arrière-petit-fils du 4e duc de Broglie et cousin germain des 8e et 9e ducs de Broglie, gestionnaire de fonds de placement.
                      - Louis de Broglie (né le 12 octobre 1981), héritier présomptif de la maison de Broglie. Il se marie en 2017 à Yuyun Hartono, directrice business operations Europe de ViiV Healthcare.

                    - Laure de Broglie (née le 7 février 1952), dite Laure Debreuil, arrière-arrière-petite-fille du 4e duc de Broglie et cousine germaine des 8e et 9e ducs de Broglie, journaliste à TF1 et LCI. Elle se marie en 1983 à Georges Kiejman (1932-2023).

        - Auguste de Broglie (1762-1795), dit prince de Revel, effectue une carrière militaire dans le sillage de celle de son père, le 2e duc de Broglie.
          - Octave de Broglie-Revel (1785-1865)
            - Raymond de Broglie-Revel (1826-1914)
              - Louis-Antoine de Broglie-Revel (1862-1958)
                - Joseph de Broglie-Revel (1892-1953)
                  - Yolande de Broglie-Revel (1928-2014) se marie en 1951 au prince Michel de Bourbon-Parme (1926-2018).

              - Augustin de Broglie-Revel (1864-1947)
                - Raymond de Broglie-Revel (1899-1978)
                  - François-Emmanuel de Broglie-Revel (1929-2008)
                    - Anne-Louise de Broglie (née en 1964) se marie en 1996 à Jacques Taddei (1946-2012).

        - Maurice de Broglie (1766-1821), fils du 2e duc de Broglie, évêque de Gand.
        - Amédée de Broglie (1772-1851), fils du 2e duc de Broglie, maréchal de camp, député de l'Orne sous la Restauration.
          - Victorine de Broglie (1802-1855), épouse en 1821 Charles-Alphonse de Berghes-Saint-Winock, prince-duc de Berghes, pair de France (1791-1864).

  - Joseph-Hyacinthe de Broglie (1652-1735), dit l'abbé de Broglia, abbé de Valloires.

Issus de branches collatérales :
- Joseph-Amédée de Broglie (1710-1784), évêque d'Angoulême pendant trente ans. Il est issu d'une lignée cadette de la famille, installée en Provence depuis 1637.
- Gabriel de Broglie (1931-2025), arrière-arrière-arrière-arrière-petit-fils du 2e duc de Broglie, historien et haut fonctionnaire français, membre de l'Académie française (2001).

## Portraits

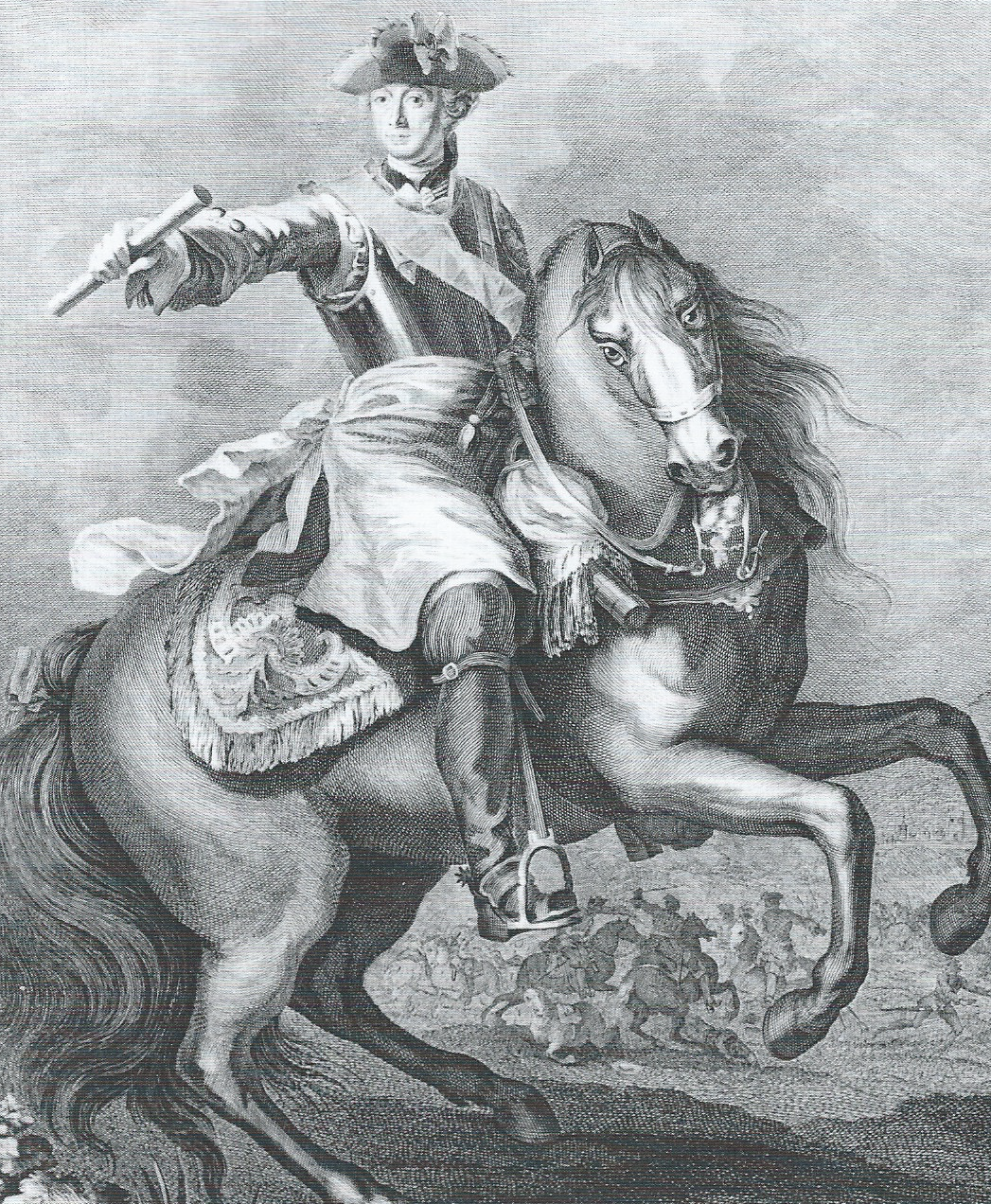
Victor-François de Broglie
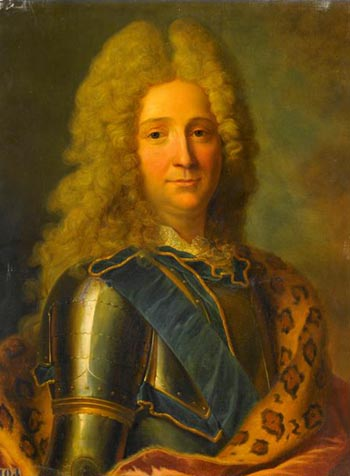
Victor-Maurice de Broglie
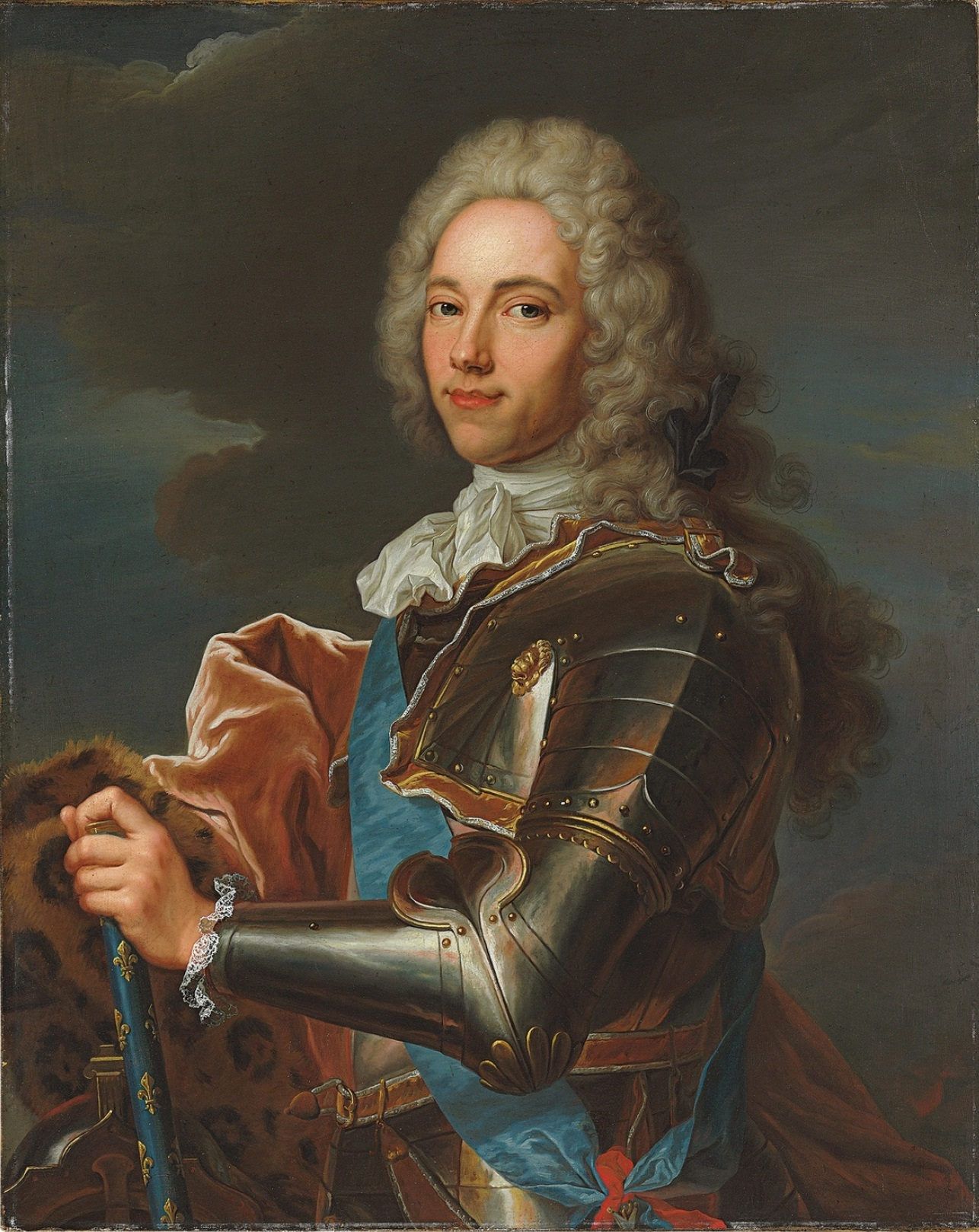
François-Marie de Broglie
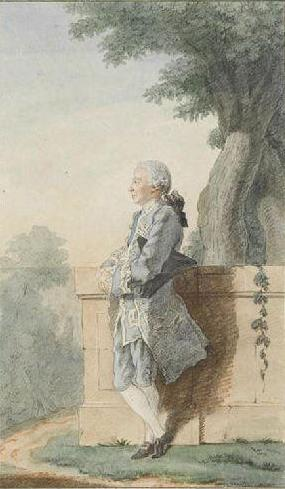
Charles François de Broglie
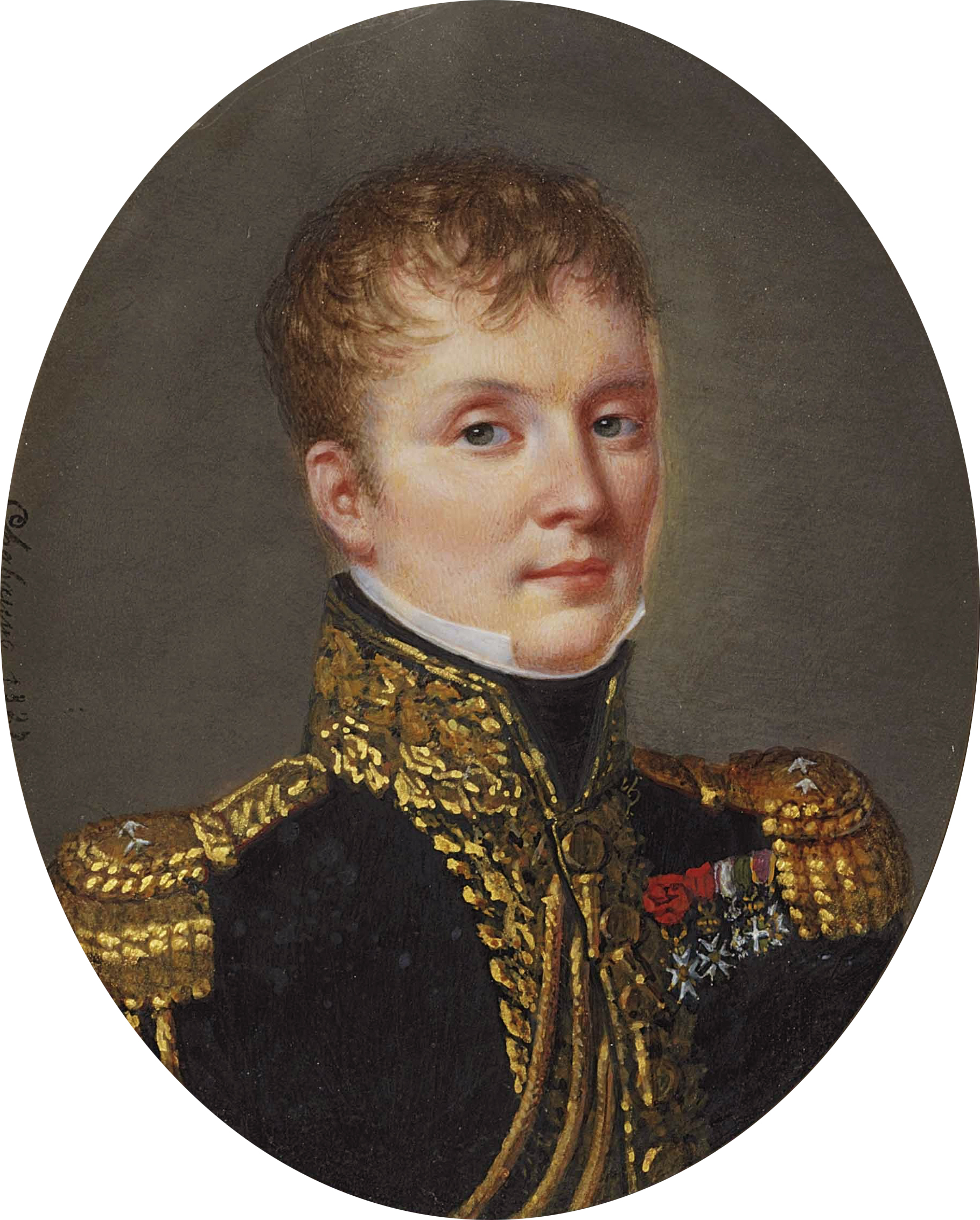
Amédée de Broglie, miniature de Chabanne
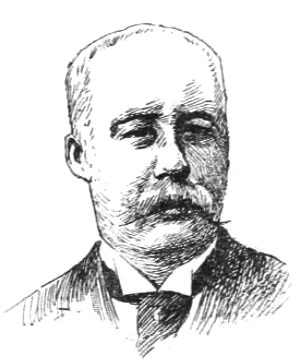
Louis Alphonse Victor de Broglie
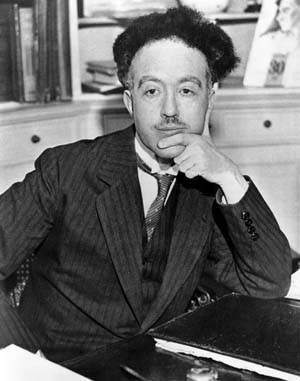
Louis Victor de Broglie

## Prononciation
? Écouter la prononciation [Fiche] : de Breuil.
Ce nom de famille se prononce [dəbʁɔj]. Le nom Broglie est d'origine italienne (Broglia) et se prononce [ˈbrɔʎʎa] en italien mais, la famille Broglie ayant immigré, elle a francisé son nom en 1654. La prononciation française dérive de celle qui a cours en piémontais, [bʁœj], cette famille étant originaire de Chieri[réf. nécessaire] près de Turin. Le village de Broglie dans l'Eure a été baptisé en l'honneur de cette famille. Quand il s'agit de cette ville, on prononce [brogli].
On retrouve à Strasbourg une place Broglie (ancienne place du Marché-aux-Chevaux, où se situent notamment l'hôtel de ville et l'opéra), nommée en l'honneur du maréchal François-Marie, duc de Broglie, qui la remodela en 1740 lorsqu'il était gouverneur de Strasbourg. Il est à remarquer que la population de Strasbourg a tendance aujourd'hui à prononcer [bʁɔgli], mais, en alsacien, les vieux Strasbourgeois prononcent toujours « de Breujil-Platz » ('Bröjel-Platz').

## Alliances
Les principales alliances de la maison de Broglie sont : Michelin (1960), de Rohan-Chabot (2024), etc.

## Postérité
- À Strasbourg :
  - place Broglie
- À Marly-le-Roi :
  - lycée Louis-de-Broglie
- À Dieppe :
  - École Louis-de-Broglie

## Dans la culture populaire
- René Pétillon parodie ce nom dans Mister Palmer et Docteur Supermarketstein où Jack Palmer est interrogé au sujet de l'assassinat de « Casino de Brooklyn » (prononcé Académie de billard de Marcq-en-Barœul).
- Coluche (1944-1986) a aussi exercé son humour, dans Revue de presse : « Affaire Debreuil. Ça s’écrit « de Broglie », c’est des noms d’faux j’tons, ça s’écrit pas comme ça s’prononce. C’est comme les Russes, sur le maillot, y’a écrit CCCP… Au lieu d’URSS, les Mexicains, y croyaient que c’était "CourouCouCou Paloma." »[10].

## Pour approfondir